# Kommunalwahlen im Saarland 1956
Die Kommunalwahlen im Saarland am 1956 fanden am 13. Mai 1956 statt. Gewählt wurden die Gemeinderäte und Kreisräte.

## Wahlergebnisse
Die Wahl ergab folgende Ergebnisse:
| Wahl              | Wahlberechtigte | Abgegebene Stimmen | Wahlbeteiligung | Gültige Stimmen |
| ----------------- | --------------- | ------------------ | --------------- | --------------- |
| Gemeindewahl 1956 | 670.324         | 578.162            | 86,4 %          | 552.377         |
| Gemeindewahl 1949 | 581.188         | 415.265            | 88,6 %          | 464.328         |
| Kreiswahl 1956    | 586.725         | 513.688            | 87,6 %          | 494.258         |

Die Stimmen verteilten sich wie folgt auf die Parteien:
| Wahl              | CDU              | CVP              | DPS              | SPD              | SPS              | KP             | Sonstige       |
| ----------------- | ---------------- | ---------------- | ---------------- | ---------------- | ---------------- | -------------- | -------------- |
| Gemeindewahl 1956 | 153.600 (28,7 %) | 123.679 (22,4 %) | 134.533 (24,4 %) | 103.645 (18,8 %) | ./.              | 29.979 (5,4 %) | 6941 (1,2 %)   |
| Gemeindewahl 1949 | ./.              | 230.994 (49,7 %) | 30.590 (6,6 %)   | ./.              | 145.076 (31,2 %) | 39.709 (8,6 %) | 17.050 (3,9 %) |
| Kreiswahl 1956    | 142.013 (28,7 %) | 114,591 (23,2 %) | 94.493 (19,1 %)  | 109.978 (22,3 %) | ./.              | 29.481 (6,0 %) | 3702 (0,7 %)   |

## Detailergebnisse der Kreiswahlen
Im Detail ergaben sich für die Kreiswahlen:
| Kreis            | Wahlberechtigte | Abgegebene Stimmen | Wahlbeteiligung | Gültige Stimmen |
| ---------------- | --------------- | ------------------ | --------------- | --------------- |
| Saarbrücken-Land | 168.753         | 145.924            | 86,5 %          | 141.433         |
| Saarlouis        | 113.005         | 100.958            | 88,3 %          | 96.890          |
| Merzig-Wadern    | 56.231          | 50.121             | 89,1 %          | 47.530          |
| Ottweiler        | 106.517         | 91.001             | 85,5 %          | 87.650          |
| St. Wendel       | 53.212          | 47.969             | 90,2 %          | 45.745          |
| St. Ingbert      | 45.966          | 40.011             | 87,0 %          | 38.613          |
| Homburg          | 43.041          | 37.704             | 87,6 %          | 36.377          |
| Saarland         | 586.725         | 513.688            | 87,6 %          | 494.258         |

Die Stimmen verteilten sich wie folgt auf die Parteien:
| Kreis            | CDU              | CVP              | DPS             | SPD              | KP             | Sonstige     |
| ---------------- | ---------------- | ---------------- | --------------- | ---------------- | -------------- | ------------ |
| Saarbrücken-Land | 31.325 (22,1 %)  | 29.175 (20,7 %)  | 41.712 (29,5 %) | 28.849 (20,4 %)  | 9.637 (6,8 %)  | 735 (0,5 %)  |
| Saarlouis        | 36.918 (38,1 %)  | 24.616 (25,4 %)  | 17.781 (18,4 %) | 11.985(12,3 %)   | 4.650 (4,8 %)  | 940 (1,0 %)  |
| Merzig-Wadern    | 16.901 (35,5 %)  | 11.774 (24,8 %)  | 8.651 (18,2 %)  | 8.333 (17,5 %)   | 1.545 (3,3 %)  | 346(0,7 %)   |
| Ottweiler        | 20.389 (23,3 %)  | 18.809 (21,5 %)  | 19.764 (22,5 %) | 20.621(23,5 %)   | 7598 (8,7 %)   | 469 (0,5 %)  |
| St. Wendel       | 17.507 (38,3 %)  | 9.891 (21,6 %)   | 6.801 (14,9 %)  | 8.390 (18,3 %)   | 2.466 (5,4 %)  | 690 (1,5 %)  |
| St. Ingbert      | 20.498 (27, 2 %) | 12.544 (32,5 %)  | 7.153 (18,5 %)  | 6.344 (16,4 %)   | 1.927(5,0 %)   | 147 (0,4 %)  |
| Homburg          | 8.475 (23,3 %)   | 7.782 (21,4 %)   | 8.116 (22,3 %)  | 9.971 (27,4 %)   | 1.658(4,6 %)   | 375 (1,0 %)  |
| Saarland         | 142.013 (28,7 %) | 114,591 (23,2 %) | 94.493 (19,1 %) | 109.978 (22,3 %) | 29.481 (6,0 %) | 3702 (0,7 %) |